# ان‌جی‌سی ۴۲۳۶
ان‌جی‌سی ۴۲۳۶ (که با نام کالدول ۳ هم شناخته می‌شود) یک کهکشان مارپیچی میله‌ای در صورت فلکی اژدها است.

## اطلاعات گروه کهکشان
ان‌جی‌سی ۴۲۳۶ عضوی از گروه ام۸۱، گروهی از کهکشان‌های واقع در مسافت تقریباً ۱۱٫۷ سال نوری (۳٫۶ پارسک) زمین است. کهکشان شناخته شده مسیه ۸۱ و همین‌طور کهکشان ستاره‌فشان شناخته شدهٔ مسیه ۸۲ هم جزو این گروه هستند.